# البو عيثة
البو عيثة منطقة زراعية، شبه حضرية مطلة على نهر دجلة في جنوب منطقة الدورة في ناحية المأمون، في جنوب محافظة بغداد، عرضها 1.5 كليومتر مربع، عدد سكانها 10647 ساكناً في سنة 2010. البو عيثة في مقاطعة أم العصافير رقم 9، ضمن حدود أمانة بغداد، محاذية لمنطقة عرب جبور، وفيها مجمع العدل السكني. ويسكن البوعيثة جزء من عشيرة السادة البو عيثة وهم غير عشيرة البو عيثة الدليميين، وفي البو عيثة مرقد الشيخ زوين العيثاوي، قال يونس الشيخ إبراهيم السامرائي في كتابه (أنساب القبائل والبيوتات الهاشمية في العراق) "وبرز منهم الولي الصالح الشيخ (زوين) رحمه الله ومدفون في أحد بساتين الدورة قرب نهر دجلة.".

## حوادث
بعد الاحتلال الأمريكي للعراق سنة 2003، صارت جماعات من تنظيم القاعدة تتخذ منطقة البو عيثة مأوىً لمقاتليهم، وحين نشأت الصحوات طردوا تنظيمَ القاعدة من هناك بالتعاون مع قوات التحالف الدولي، ثم جذبت المنطقةُ ملشياتٍ من عصائب أهل الحق، وكتائب حزب الله، وفصيل سيد الشهداء، قال فاضل النشمي في 15 أيار سنة 2023 في جريدة الشرق الأوسط "وغالباً ما تُتهم «كتائب حزب الله» بالسيطرة على مساحات زراعية كبيرة في البوعيثة، علماً بأنها تسيطر منذ سنوات، على أراضٍ شاسعة في منطقة جرف الصخر بمحافظة بابل، ولا تسمح بدخول القوات الحكومية إليها، كما لا تسمح بعودة سكانها المهجرين"، ونقلت جريدة باس نيوز في 17 أيار سنة 2023 عن مصادر أمنية قولهم إن "مناطق البوعيثة وعرب جبور تحولت إلى ثكنة عسكرية كبيرة، إذ تضم هذه المنطقة الشاسعة آلاف العناصر من قوات الحشد الشعبي، وكذلك المجموعات المسلحة الأخرى، التي سيطرت على الكثير من الأراضي الزراعية، وبعضها تابع للدولة، ثم قامت بتجريفها وبيعها على أنها أراضِ سكنية، بالتعاون مع متنفذين". وقالت سكاي نيوز "وبعد سقوط عدة محافظات عراقية، بيد تنظيم داعش، عام 2014، كانت تلك المنطقة هدفاً مرصوداً لعناصر التنظيم المتشدد، حيث مارسوا أعمال التهجير، والاغتيالات فيها، قبل أن تدخلها الفصائل العسكرية، والمليشيات، وتحوّلها إلى معسكر كبير. وتنشط كتائب حزب الله، وعصائب أهل الحق، وكذلك سرايا عاشوراء، في تلك المناطق، حيث تحتل عدة مواقع وبساتين زراعية، كانت تعود لأقرباء صدام حسين، إذ حولتها إلى مواقع لتخزين الأسلحة وتصنيعها، والتخطيط لعمليات عسكرية، واستهداف البعثات الأجنبية، وغيرها"، ونقلت سكاي نيوز عن مصدرها أن "سبب اختيار تلك المنطقة، بسبب طبيعتها، وكذلك بعدها النسبي عن أعين الرصد، أو القوات الأمنية، إذ لا يمكن لقوة أمنية، دخولها، إلا بعد التنسيق، مع المجموعات المسلحة، الموجودة هناك".